# Sphaerolana interstitialis
Sphaerolana interstitialis là một loài chân đều trong họ Cirolanidae. Loài này được Cole & Minckley miêu tả khoa học năm 1970.